# Phantasy Star Online
Phantasy Star Online (яп. ファンタシースターオンライン Фантаси: Сута: Онрайн, «Фантастическая Звезда Онлайн») — многопользовательская ролевая онлайн-игра, разработанная японской студией Sonic Team и первоначально выпущенная для консоли Dreamcast в 2000 году; позднее обновленные и дополненные версии Phantasy Star Online выпускали для Xbox, Nintendo GameCube и Windows. По состоянию на 2018 год игра не поддерживается, в Phantasy Star Online можно играть только через частные сервера.
Во времена начала разработки Phantasy Star Online онлайн-игры на японском рынке отсутствовали, и у Sonic Team не было опыта разработки игр такого рода; руководитель студии Юдзи Нака и его сотрудники были вынуждены брать за образец западные онлайн-игры, такие как Diablo, и экспериментировать с разработкой онлайн-игр более скромных масштабов — побочным продуктом этих экспериментов стала ChuChu Rocket!, первая онлайн-игра на Dreamcast. Полученный таким образом опыт был использован для создания Phantasy Star Online как более крупного проекта. Необычным техническим новшеством в Phantasy Star Online стало присутствие встроенного машинного переводчика с ограниченным словарем, позволявшего игрокам из разных стран общаться друг с другом.
Phantasy Star Online, выполненная в духе научной фантастики, описывает прибытие космического корабля-колонии «Пионер-2» (англ. Pioneer 2) на вымышленную планету Раголь (англ. Ragol). Эта уже колонизированная ранее планета обезлюдела, и перед персонажами игроков стоит задача обследовать несколько областей планеты и в конечном счете столкнуться с Тёмным Фальцем — антагонистом, ранее появлявшимся в играх серии Phantasy Star. В дополнение к основному сюжету игроки могут выполнять побочные задания Гильдии Охотников, рассказывающие о жизни жителей «Пионера-2» и предыстории игры; наградой за выполнение таких заданий служат виртуальные деньги-«месеты» (англ. Meseta) и различные предметы, такие, как оружие для игровых персонажей.

## Разработка
Конец 1990-х годов стал временем роста популярности онлайн-игр на персональных компьютерах — этот мировой процесс практически не затронул игровой рынок Японии, в большей степени ориентированный на игровые приставки. Глава Sega Исао Окава видел будущее игровой индустрии именно в онлайн-играх и даже заранее объявил 2000 год «годом онлайн-игр»; он хотел, чтобы и на консоли Dreamcast появилась масштабная онлайн-игра. Однако ни одно из подразделений по разработке Sega не хотело заниматься созданием подобной игры — в это время все внутренние студии Sega были заняты своими собственными проектами, такими как Jet Set Radio и очередная игра в серии Sakura Wars. В результате Окава поручил разработку команде Sonic Team под руководством Юдзи Нака. Sonic Team, как и другие подразделения, не была рада этому решению, однако приступила к работе над игрой.

### Концепция

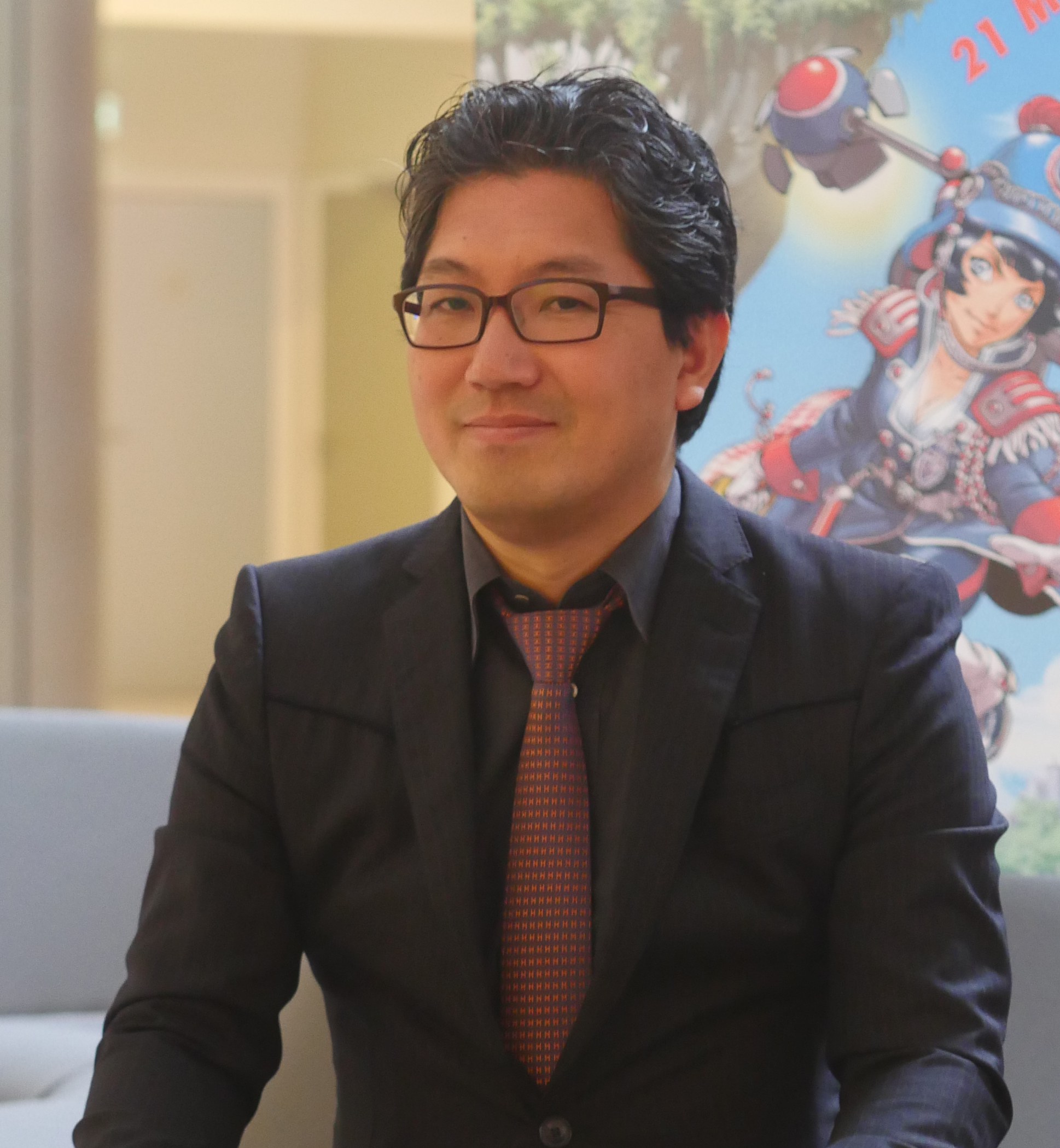
Юдзи Нака, продюсер игры, в 2015 году

Sonic Team начала экспериментировать с сетевыми возможностями Dreamcast после завершения Sonic Adventure в 1998 году. С точки зрения коллектива разработчиков, создание онлайн-игры для страны, где подавляющее количество игроков привыкло играть на консолях, было серьёзным вызовом, сравнимым с созданием игры в новом жанре. Прежде чем приступить к созданию игрового процесса, сеттинга и сюжета игры, сотрудники Sonic Team потратили немало времени, изучая основные элементы существующих онлайн-игр, чтобы быть уверенными в том, что сетевые функции игры будет работать так, как задумано. В конечном итоге эти эксперименты вылились в сторонний проект под названием ChuChu Rocket! — этот проект стал первой онлайн-игрой для Dreamcast. Опыт, полученный разработчиками в процессе создания ChuChu Rocket!, пригодился им и при работе над Phantasy Star Online как более крупным проектом.
Поскольку на японском рынке тех лет онлайн-игры отсутствовали, и сотрудники Sonic Team опыта в разработке таких игр не имели, глава Sonic Team Юдзи Нака занялся изучением игр, разработанных на Западе. На тот момент к числу наиболее популярных ролевых онлайн-игр принадлежали Diablo (1996), Ultima Online (1997) и EverQuest (1999), и Нака начал играть в них, чтобы понять, как они функционируют. Из этих трёх игр наибольшее впечатление на него произвела Diablo, как с точки зрения геймплея, так и технического исполнения: несмотря на значительные требования к системной памяти, графика и игровой процесс игры отображались на экране без продолжительных загрузок. В то время как Diablo была ролевой игрой с двухмерной изометрической графикой, Sonic Team хотела создать трёхмерную игру с таким же уровнем привлекательности и играбельности. Графику других онлайн-игр этого времени Нака посчитал низкокачественной и непривлекательной; он также отказался от идеи создать массовую многопользовательскую игру наподобие Ultima Online или EverQuest. Если бы команда взялась за создание такой игры, то разработка одной только серверной части заняла бы порядка двух лет; кроме того, у Dreamcast не было встроенного жёсткого диска, что не давало разработчикам возможности регулярно обновлять игру. Нака также хотел работать и над новыми проектами, вместо того, чтобы годами заниматься поддержкой одной игры. По его мнению, сотрудники Sonic Team не смогли бы поддерживать интерес к игре в долгосрочном периоде времени; таким образом, за образец для нового проекта была взята не Ultima Online или EverQuest, а более камерная Diablo, и разработчики поставили перед собой задачу превзойти её. Сходство между Phantasy Star Online и Diablo относилось только к геймплейным механикам, но не к графике, и аудитории двух игр никак не пересекались.
Определившись с жанром — ролевой игрой, разработчики начали создавать наработки в духе научной фантастики и фэнтези под рабочим названием Third World — на этом этапе проект планировался как самостоятельный и не связанный со старой серией Phantasy Star. По словам художника Сатоси Сакаи, игра не должна была выглядеть «дёшево»; первоначально визуальный стиль Third World больше напоминал комиксы, но впоследствии сменился на более реалистичный. На одном из ранних рисунков художника был изображён дракон, напомнивший руководителю студии Наке о серии игр Phantasy Star — Нака сам в прошлом работал как программист над первыми играми этой серии. К этим временам серия Phantasy Star считалась старой и заброшенной, новых игр в ней не выпускалось с 1993 года, когда вышла Phantasy Star IV: The End of the Millennium. Нака и в предыдущие годы мечтал создать многопользовательскую игру во вселенной Phantasy Star, однако до появления Dreamcast аппаратные характеристики консолей просто не позволяли этого сделать. Сценарист Акинори Нисияма занимался включением в игру и адаптацией элементов серии — галактических и планетарных мотивов, трех печатей, определённых типов подземелий, порядка принятия заданий; при этом сам Нисияма в старые игры не играл и не знал, как выглядит описываемое — он пользовался лишь текстовыми сценариями.
Несмотря на решение сделать игру частью серии Phantasy Star, разработчики Phantasy Star Online всё же располагали значительной свободой: сам тот факт, что разрабатываемая игра имела трёхмерную графику, освобождало их от обязанности подражать визуальному стилю старых двухмерных игр, которые и сами заметно отличались друг от друга. Phantasy Star Online от предыдущих игр отличала новая платформа, трёхмерная графика и сам жанр action/RPG вместо пошаговой ролевой игры — с точки зрения Наки это различие было весьма значительным. По мнению Наки, свобода творчества при создании игры-сиквела всегда ограничена, но Phantasy Star Online и не была продолжением предыдущих частей. Игра переняла из старых Phantasy Star названия некоторых врагов и предметов, но в целом разработчики руководствовались самой общей концепцией «научно-фантастической ролевой игры». Нака шутил по поводу названия Phantasy Star Online, что через несколько лет игроки будут смеяться над словом Online — по его мнению, в ближайшем будущем онлайн-игры должны были стать нормой. Тем не менее, на тот момент идея онлайн-игры была новой, и к ней нужно было привлечь внимание игроков.

### Сетевая функциональность
Sonic Team использовала сетевой код ChuChu Rocket! в качестве образца для сетевой части Phantasy Star Online. В то время как ChuChu Rocket! была рассчитана только на небольшой круг японских пользователей, концепция Phantasy Star Online предполагала подключение игроков из разных стран, что создавало дополнительные проблемы. Компания провела эксперименты с различными провайдерами, dial-up и кабельными модемами, а также другими сетевыми конфигурациями, чтобы убедиться, что игра будет работоспособна у всех пользователей. В декабре 2000 года Sega раздала демоверсию проекта 10 000 японским пользователям, предзаказавшим игру через сервис Dreamcast Direct Online — таким образом разработчики получили возможность проверить работу сетевой части игры с различным аппаратным обеспечением и интернет-сервисами и исправить возникающие проблемы. Разработчики надеялись провести подобные испытания и на международном уровне, однако не смогли найти на это времени. По результатам испытания 90 % игроков смогли подключиться и играть; при этом серверы игры уже были рассчитаны на максимум 36 тысяч игроков по всему миру. В это время доступ в интернет в Японии был достаточно дорогостоящим и предоставлялся в основном посредством dial-up с поминутной тарификацией — руководство Sega опасалось, что это снизит продажи онлайн-игры. В конечном счете к каждой консоли Dreamcast, продаваемой в Японии, прилагался бесплатный доступ к интернету на один год — Окава потратил часть своего состояния, чтобы это стало возможным.
Одной из наиболее сложных задач, по мнению команды, было преодоление языкового барьера между игроками из разных стран. Sonic Team обсуждала свойственные онлайн-играм проблемы ещё со времен Sega Saturn — с точки зрения японских разработчиков, именно языковой барьер мешал им охватить игроков из других стран. Компания начала работу с создания «универсального переводчика» с выбором слов: в такой системе игроки конструировали фразы из заранее заданного списка слов, и полученная фраза переводилась на иностранные языки автоматически. Позднее в игре появились возможности ввода текста при помощи аппаратной и экранной клавиатур, а также символьный чат, предлагавший пользователям общаться с помощью иконок-эмотиконов. К концу разработки «универсальный переводчик» предлагал игроку примерно 2000 слов — этот список не позволял пользователям формулировать сложные фразы, но Нака надеялся, что в будущем подобные переводчики в играх станут более распространенными и совершенными. На выходе игра поддерживала пять языков: японский, английский, испанский, немецкий и французский. Из-за нехватки времени разработчики отказались от идеи включить в игру поддержку итальянского, португальского и корейского языков — последний казался особенно привлекательным, так как интерес к интернету в Корее в это время был особенно велик. Японский и английский языки были самыми простыми для реализации системы машинного перевода с точки зрения грамматики — здесь единственной существенной проблемой был порядок слов в предложении, тогда как работу с испанским и французским языками затрудняло, например, присутствующее в этих языках склонение по родам. В процессе разработки языковая система была полностью переписана по меньшей мере один раз.
Компания спроектировала серверную часть игры с расчётом, что каждый сервер сможет поддерживать до 1000 игроков. Sega изначально подготовила 20 серверов, чтобы обслуживать на запуске игры 20 000 игроков, и запланировала добавление новых серверов по мере роста числа пользователей. Перед запуском сетевые мощности компании были дополнительно увеличены до 36 000 одновременно находящихся в игре пользователей. Sonic Team заключила соглашение со швейцарской компанией Swatch с тем, чтобы использовать разработанную ей систему «интернет-времени Swatch» в качестве единой мировой системы отсчёта времени в игре. По замыслу разработчиков, таким образом игрокам из разных стран и часовых поясов стало бы проще договариваться друг с другом о совместной игре. В этой системе новые сутки наступали во всем мире одновременно и вместо часов и минут делились на 1000 «битов» по 1 минуте и 26,4 секунды каждый. Единое мировое время поддерживалось на серверной части и не использовало параметры часов, задаваемые пользователями в настройках самой консоли.

### Завершение разработки
В конце разработки Окава заболел, поэтому Нака стал посылать ему отчёты о статусе работы в больницу. Хотя выход игры изначально был запланирован на март 2000 года, он была задержан до декабря — за это время разработчики смогли добавить в игру большее количество функций. Команда изначально планировала что в игре будет доступно восемнадцать типов персонажей; были сделаны эскизы для каждого из них в двух версиях — мужской и женской — но в финальную версию игры вошло только девять. В бета-версии, которая распространялась среди журналистов, присутствовал режим PvP, позволявший игрокам сражаться друг с другом, однако он был исключён из выпущенной игры, поскольку нарушал игровой баланс и отвлекал от основного кооперативного режима. Также Нака не хотел, чтобы в игре было насилие, присущее PvP-играм, поскольку считал, что игроки на консолях были моложе аудитории на персональных компьютерах. Даже к концу разработки у Sonic Team осталось большое количество идей, которые разработчики не успели воплотить, и Нака сожалел, что у них не было ещё шести месяцев на разработку.
Разработка Phantasy Star Online заняла 2 года. Во время работы над проектом Нака осознал, насколько сложно создавать онлайн-игры на консолях, и восхищался работой компании Microsoft, сумевшей обеспечить хорошую поддержку онлайн-игр в своих операционных системах. Sonic Team была удовлетворена финальным продуктом, однако переживала за то, как игру воспримут игроки. Компания полагала, что бесплатное подключение к интернету, оплаченное Окавой, поможет с продажами, однако она не была абсолютно уверена в этом. Sonic Team была настроена считать проект успешным, только если бы он хорошо продавался в Японии. Международные продажи рассматривались лишь как дополнение.

## Выпуск
Phantasy Star Online была выпущена в Японии 21 декабря 2000 года, тогда как запуск на Западе был отложен до 2001 года. Нака хотел, чтобы игра была одновременно издана во всех регионах, однако из-за маркетинговых планов Sega и результатов дальнейшего бета-тестирования это оказалось невозможным. В то время как подписка на игру была бесплатной в США, японским игрокам после истечения 30-дневного доступа, предоставлявшегося вместе с диском, требовалось дополнительно оплачивать подписку пакетами по 30 или 90 дней. Сразу после выпуска, Sonic Team начала работать над поддержкой перегруженных серверов. Кроме того, команда столкнулась с проблемами некоторых интернет-провайдеров. В Хиросиме и Окаяме сетевое подключение функционировало некорректно и разработчикам пришлось расследовать причины из-за чего это происходило. До выпуска Phantasy Star Online в США, IGN рекомендовала игру для импорта, поскольку внутриигровой язык в японской версии мог быть переключен на английский или любой другой поддерживаемый чатом. До глобального запуска, в Японии было зарегистрировано 100 000 игроков.
В Северной Америке игра вышла 29 января 2001 года. По мнению Наки, США должны были стать самым большим рынком для Phantasy Star Online. В первый день было продано 75 000 экземпляров игры, что сделало её бестселлером недели. Количество активных игроков продолжило расти и к апрелю 2001 года среди 235 000 зарегистрированных пользователей на долю японских игроков приходилось 130 000, американских — 70 000, а европейских — 35 000. Пиковое значение одновременно подключённых пользователей составило 26 000. К маю количество игроков превысило 270 000. Нака был слегка разочарован, так как изначально он предполагал игра разойдётся тиражом в 1 миллион экземпляров, однако в целом он был удовлетворён достигнутым количеством, так как если бы большее количество Phantasy Star Online было продано, тогда серверы потенциально могли не справиться с нагрузкой. Sonic Team рассчитывала продать 500 000 копий в Японии и 1 миллион по всему миру, в то время, как реальные объёмы продаж практически совпали с ожиданиями Sega. Игра не использовала сервис SegaNet, который поддерживался Sega в Северной Америке. В Японии игра поддерживала работу как dial-up модема, так и широкополосных адаптеров, тогда как версия для Северной Америки не имела поддержки широкополосных адаптеров, однако журналисты IGN обнаружили, что использование высокоскоростного подключения возможно, если подменить диск Phantasy Star Online, распространявшийся в США, на импортированный.
Игровой процесс Phantasy Star Online страдал от проблем, присущих сетевым играм: читерства игроков и продажи редких предметов через сторонние каналы. Через несколько недель после запуска японские игроки начали использовать ошибки в игре, чтобы получать дубликаты предметов, улучшать их характеристики и убивать других игроков. В ответ на это событие Sonic Team сделала объявление, что она будет блокировать игроков, уличённых в читерстве, начиная с мая 2001 года. Разработчики из Blizzard Entertainment также сталкивались с аналогичными проблемами в Diablo, работавшей по принципу «peer-to-peer», но уже в Diablo II все необходимые для онлайн-игры данные о персонажах находились на сервере под контролем разработчиков. Однако на Dreamcast реализовать подобные изменения было затруднительно.
После выхода Sonic Team добавила в игру дополнительные загружаемые квесты для игры, каждый из которых был переведён на пять языков. Кроме того, разработчики вместе с журналом Famitsu провели мероприятие для японских игроков под названием «Fan Cup», в рамках которого пользователи соревновались в прохождении специального квеста на время. В конкурсе приняло участие более 70 000 игроков, а победитель получил денежный приз и редкий внутриигровой предмет. Как и после выхода ChuChu Rocket!, Нака лично играл в разработанный его командой проект и был рад наблюдать, как американские и японские игроки играют вместе, используя созданную систему общения.

## Оценки
| Сводный рейтинг | Сводный рейтинг          | Сводный рейтинг | Сводный рейтинг |
| Издание         | Оценка                   | Оценка          | Оценка          |
| Издание         | Dreamcast                | GC              | Xbox            |
| --------------- | ------------------------ | --------------- | --------------- |
| GameRankings    | 89,88 % 83,96 % (Ver. 2) | 81,80 %         | 82,79 %         |

## Последующие выпуски

### Ver. 2
В апреле 2001 года Sega анонсировала Phantasy Star Online Ver. 2 — обновленную версию игры с новым контентом и улучшением функциональных возможностей. В это число входили: повышение максимального уровня до 200, новый режим с повышенной сложностью для игроков с уровнем больше 80, поединки между игроками, встроенная футбольная мини-игра с персонажами из ChuChu Rocket!, новые оружие, монстров, локации для онлайн-игры и изменения интерфейса. «Режим испытаний», также введенный в Ver. 2, предлагал группе проходить уровень игры с начальным оружием и минимальными характеристиками, и в случае гибели любого из бойцов поражение засчитывалось всей команде. Игроки могли импортировать своих персонажей из оригинальной версии игры или создать новых, однако возможности переместить персонажей из Ver. 2 в оригинальную игру не было. Все предметы, полученные игроком в результате читерства, терялись при переносе.
Ver. 2 была разработана в очень сжатые сроки, всего полгода, и была выпущена 7 июня 2001 года в Японии и 25 сентября того же года в Северной Америке. В отличие от оригинальной версии игры, Ver. 2 предоставлялась игрокам по платной подписке. Покупатели диска с игрой получали три месяца неограниченного геймплея, но после окончания этого периода должны были начать оплачивать подписку. Как и оригинальная версия игры, Ver. 2 не требовала от игроков подписки на сервис SegaNet, однако европейские игроки для онлайн-игры должны были использовать браузер DreamKey 3.0. В Японии Ver. 2 была портирована на Windows — эта версия игры была выпущена 20 декабря 2001 года.

### Episode I & II

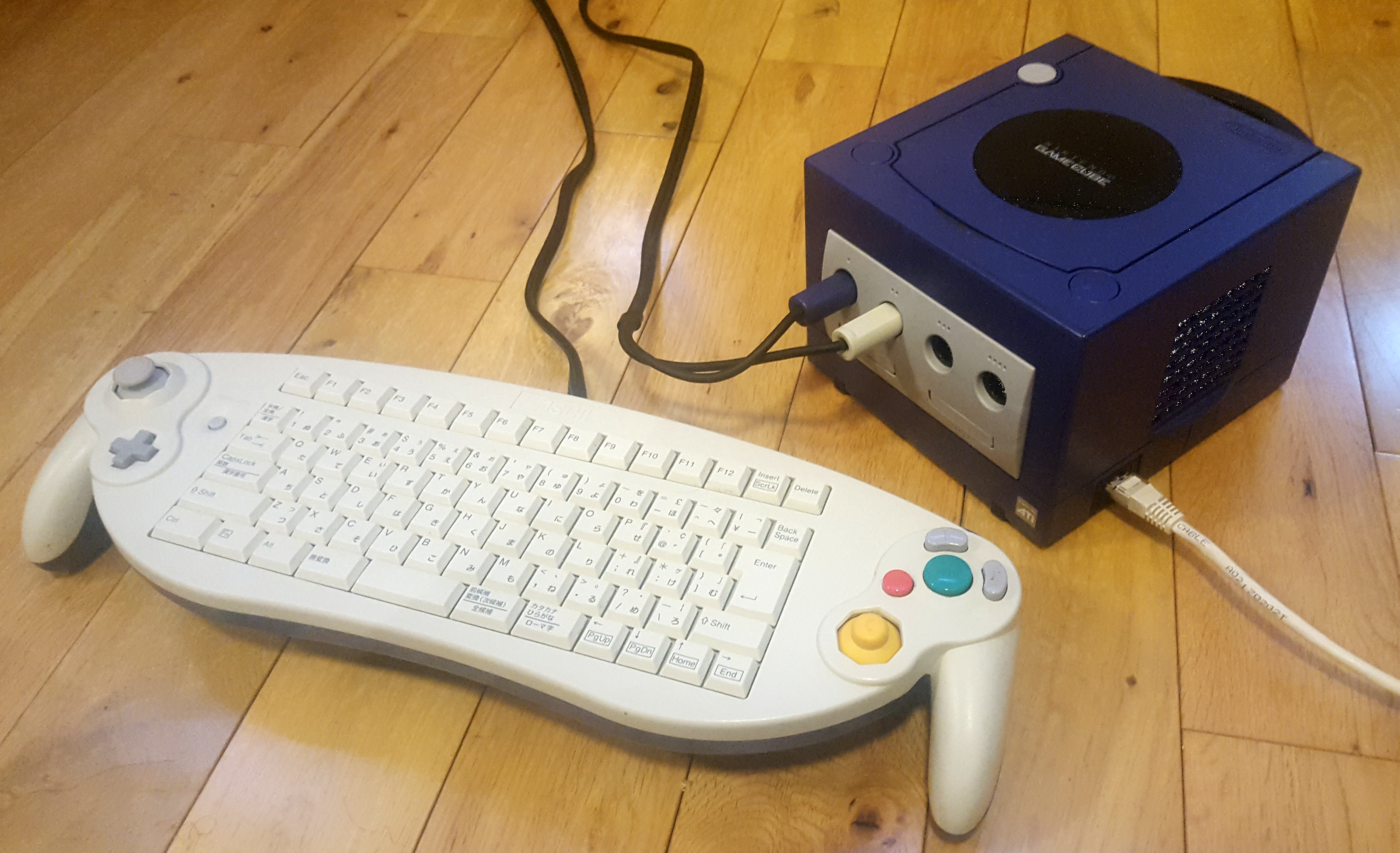
Для версии игры для Nintendo GameCube был выпущен специальный геймпад ASCII, совмещённый с клавиатурой.

31 января 2001 года Sega объявила о планах реструктуризации: компания прекращала выпускать собственные домашние консоли, в том числе Dreamcast, и намеревалась сосредоточиться только на разработке игр. Прекращение поддержки Dreamcast не означало закрытия Phantasy Star Online: уже в мае того же года Sega анонсировала версию игры для Nintendo GameCube. В течение месяца Sonic Team подготовила для GameCube демоверсию Phantasy Star Online. Nintendo — производитель GameCube — рассматривала свою консоль как семейную, и Sonic Team пошла навстречу этому представлению, добавив в игру режим разделённого экрана для нескольких игроков на одной консоли. В отличие от Dreamcast, модем в базовую комплектацию GameCube не входил — Nintendo выпускала модем и адаптер для широкополосного подключения как отдельные аксессуары, в первую очередь с расчётом на покупателей Phantasy Star Online. Поддержка серверов игры также осталась за Sega. Возможности кроссплатформенной игры между игроками на Dreamcast и GameCube предусмотрено не было.
Версия игры для GameCube была основана на Ver. 2, но также должна была включать в себя и новый контент. Она в конечном счете получила название Phantasy Star Online: Episode I & II, где под Episode I подразумевался контент из Ver. 2, а под Episode II — новый контент, появившийся в этой версии; Нака описывал его как полноценное продолжение игры. В игре появлялись новые персонажи, локации, задания; обновленные графика и интерфейс; мини-игры, основанные на более новых играх Sonic Team Puyo Pop и Nights into Dreams.
Бета-тестирование игры с участием покупателей, оформивших предзаказ Episode I & II стартовало 31 мая 2002 года; выход игры состоялся 12 сентября того же года в Японии и в октябре в Северной Америке; в Европе игра вышла лишь в марте 2003 года. Как и Ver. 2, Episode I & II была доступна игрокам только по платной ежемесячной подписке. Компания ASCII Corporation разработала для Nintendo GameCube геймпад, совмещённый с полноценной клавиатурой — это позволяло игрокам в Phantasy Star Online с удобством общаться друг с другом.

### Episode III: C.A.R.D. Revolution
В 2003 году компания Sega анонсировала для GameCube очередную версию игры под названием Episode III: C.A.R.D. Revolution. Эта версия игры продолжала события Episode I & II как сиквел, но заменяла привычный для игры геймплей в духе action/RPG на пошаговую тактику с использованием коллекционных карт. Такая смена жанра была решением Sonic Team: разработчики считали, что игрокам будет интересно попробовать что-то новое. Episode III была ограниченно совместимой с Episode I & II: игроки из двух игр могли встречаться и взаимодействовать друг с другом в общих «лобби», но остальной мир игры и сражения для них были раздельными.

### Blue Burst
Обновленная версия для Windows под названием Phantasy Star Online: Blue Burst была выпущена в Японии 15 июля 2004 года. Она представляла собой порт Episode I & II с добавлением нового контента. В число улучшений новой версии вошла возможность для игроков на разных серверах общаться друг с другом; в отличие от всех предыдущих версий игры, Blue Burst работала только в онлайн-режиме, и все данные об игровых персонажах хранились на серверах игры, что позволило уменьшить читерство. В январе 2005 года Blue Burst была выпущена в Китае, став первой онлайн-игрой Sega в этой стране; в том же году игра вышла и в Северной Америке.